# Nash Mills
Nash Mills är en civil parish i Storbritannien.   Den ligger i grevskapet Hertfordshire och riksdelen England, i den södra delen av landet, 30 km nordväst om huvudstaden London. Antalet invånare är 2 274. Arean är 1,8 kvadratkilometer.
Terrängen i Nash Mills är platt.